# Боррен, Ян
Ян Йоахим Боррен (нидерл. Jan Joachim Borren, 27 сентября 1947, Эйндховен, Нидерланды) — новозеландский хоккеист (хоккей на траве), нападающий, тренер.

## Биография
Ян Боррен родился 27 сентября 1947 года в нидерландском городе Эйндховен.
Играл в хоккей на траве за «Виктория Юнивёрсити оф Веллингтон» из Веллингтона и «Юнивёрсити оф Кентербери» из Крайстчёрча.
В 1968 году вошёл в состав сборной Новой Зеландии по хоккею на траве на Олимпийских играх в Мехико, занявшей 7-е место. Играл на позиции нападающего, провёл 9 матчей, забил 3 мяча (по одному в ворота сборных Мексики, Нидерландов и Кении).
В 1972 году вошёл в состав сборной Новой Зеландии по хоккею на траве на Олимпийских играх в Мюнхене, занявшей 9-е место. Играл на позиции нападающего, провёл 8 матчей, забил 4 мяча (три в ворота сборной Мексики, один — Бельгии).
По окончании игровой карьеры стал тренером. В 1999—2002 годах тренировал женскую сборную Новой Зеландии по хоккею на траве, возглавлял её на летних Олимпийских играх в Сиднее, где команда заняла 6-е место.

## Семья
Младший брат Яна Боррена Тур Боррен (род. 1949) также выступал за сборную Новой Зеландии по хоккею на траве, в 1972 году участвовал в летних Олимпийских играх в Мюнхене, в 1976 году завоевал золотую медаль на летних Олимпийских играх в Монреале.